# Ashikaga Yoshimochi
Ashikaga Yoshimochi (足利 義持?; 12 marzo 1386 – 3 febbraio 1428) è stato un militare giapponese.
Figlio di Ashikaga Yoshimitsu, fu il quarto shōgun dello shogunato Ashikaga.
Fu nominato Seii Taishōgun quando suo padre abdicò in suo favore nel 1394, ma non fu libero di esercitare il suo potere fino al 1408, quando suo padre morì.
Come era consuetudine all'epoca (pratica nota come shudō), prese come protetto un giovane samurai, Akamatsu Mochisada, che educò e al quale diede in amministrazione delle terre; per la cattiva gestione di queste, però, Mochisada fu accusato dalla sua stessa famiglia, e Yoshimochi stesso gli ordinò di uccidersi compiendo seppuku.
Nel 1423, Yoshimochi abdicò in favore del figlio Yoshikazu.